# USS Brooklyn (CA-3)
El USS Brooklyn (CA3) fue un crucero acorazado de la Armada de los Estados Unidos

## Otros datos del buque
Tenía un blindaje de 76 mm de espesor en el cinturón, 140 mm en las torretas y entre 76 y 152 mm en el puente. Su coste de producción total, fue de 2 986 000 dólares. La capacidad de sus carboneras, era de 1461 toneladas de carbón. 
Los dos motores compuestos de vapor que movían las dos hélices no estaban acoplados, lo que causaba problemas que solo permitían operar a media velocidad, lo cual fue solventado tras la guerra con España

## Historial
Sirvió en la costa este de los Estados Unidos y en el Caribe hasta que fue integrado en el Flying Squadron en marzo de 1898 como buque insignia del Comodoro Winfield Scott Schley. Participó en la Batalla naval de Santiago de Cuba. 
Tras de la guerra, navegó hasta las Filipinas donde fue el buque insignia del escuadrón asiático de la US Navy, participó en la lucha contra los Boxers en 1900. 
En 1902 fue destinado al Atlántico, traslado de vuelta los restos del marino John Paul Jones, desde Cherburgo. 
En 1906 fue puesto en reserva. Retirado del servicio en junio de 1908, hasta que en 1915 fue reactivado y sirvió en la escuadra de patrulla de neutralidad, después fue destinado a la escuadra asiática como buque insignia, en la que actuó como representante diplomático, hasta que el 9 de marzo de 1921 fue definitivamente retirado y vendido el 20 de diciembre de 1921.